# Pseudotachylite
Ne doit pas être confondu avec Tachylite.

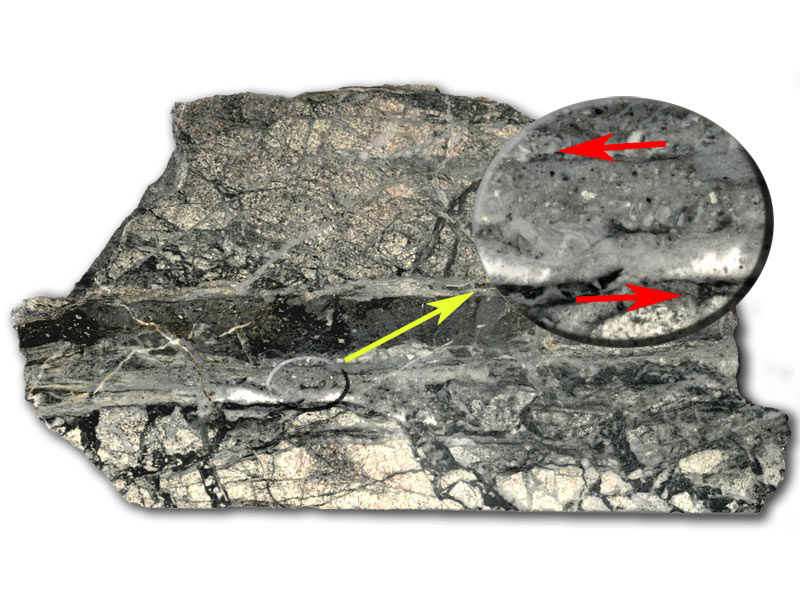
Pseudotachylite de l'astroblème de Rochechouart-Chassenon.

Les pseudotachylites sont des roches à l'aspect sombre, plus ou moins vitreux et formées de roches broyées et fondues sous l'effet d'une élévation brutale de la température. Elles se forment le plus souvent par fusion frictionnelle à l'interface entre deux plans de faille lors d'un séisme. Elles peuvent également se former à la base d'un glissement de terrain ou lors de l'impact d'une météorite. 
Les pseudotachylites sont fréquemment composées de verre, de microlithes présentant des textures de croissance rapide ainsi que de fragments arrondis par la fusion et provenant de la roche encaissante.